# Galba (família)
Galba (en llatí Galba) va ser el nom d'un família patrícia de la gens Sulpícia. La família va donar un emperador.
Els personatges principals van ser:
- Publi Sulpici Servi Galba Màxim, cònsol el 211 aC i el 200 aC.
- Servi Sulpici Galba, magistrat romà.
- Caius Sulpicius Galba, magistrat romà.
- Servi Sulpici Galba, magistrat romà.
- Gai Sulpici Galba, magistrat romà.
- Servi Sulpici Servi Galba, cònsol el 144 aC.
- Servi Sulpici Galba, cònsol el 108 aC.
- Gai Sulpici Servi Galba, magistrat romà.
- Publi Sulpici Galba, magistrat romà.
- Servi Sulpici Galba besavi de l'emperador Galba.
- Sulpici Galba, avi de l'emperador Galba.
- Gai Sulpici Galba (pare de Galba), pare de l'emperador Galba, cònsol l'any 22.
- Galba, emperador romà (Servi Sulpici Galba).